# Волконская, Елизавета Григорьевна
Елизавета Григорьевна Волконская (19 (31) октября 1838, Рим — 15 (27) февраля 1897, Санкт-Петербург) — княгиня из рода Волконских, фрейлина двора (1 июля 1843), супруга М. С. Волконского; мать С. М. Волконского, П. М. Волконского, А. М. Волконского и В. М. Волконского. Первая женщина в истории России, серьёзно занимавшаяся богословско-историческими вопросами, видный деятель российского католического движения XIX века.

## Биография

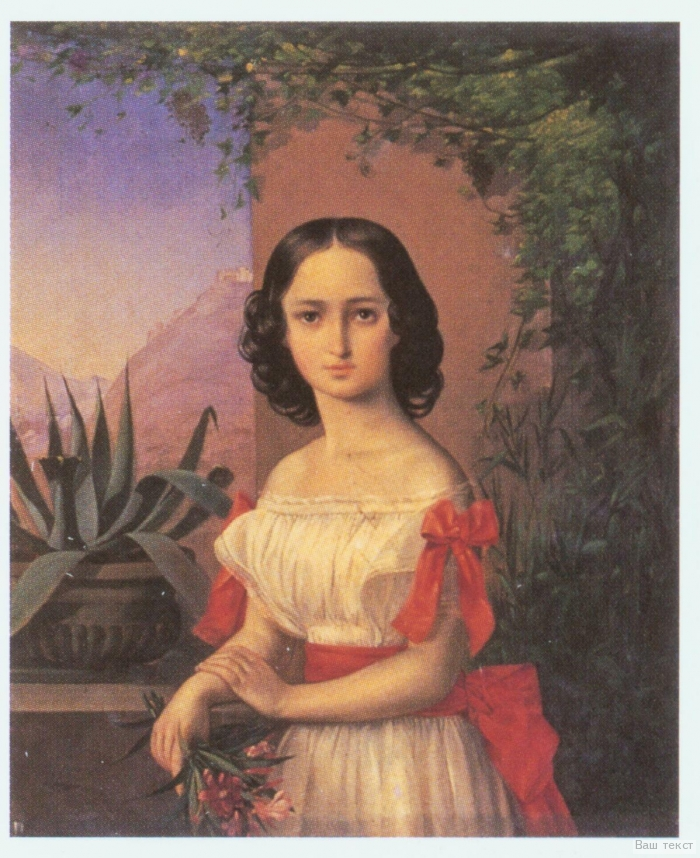
Портрет юной княжны Е. Г. Волконской

Родилась в семье светлейшего князя Григория Петровича Волконского, женатого на Марии Александровне, дочери и наследнице графа А. Х. Бенкендорфа. 
Детство и юность провела в Риме, где её отец служил в русской миссии при Папском престоле. C детства она отличалась глубокой религиозностью, в молодости много общалась с Зинаидой Волконской, которой приходилась внучатой племянницей. Зинаида Волконская оказала влияние на формирование у молодой княгини Елизаветы симпатий к католической вере.
По словам современницы, в молодости Елизавета Григорьевна «была красивой брюнеткой, мужественной в своих манерах, с румянами здоровья на свежем лице, с прямой, быстрой и решительной походкой. Ум сиял на её широком лбу и в тонкой улыбке, и она говорила низким грудным голосом также отчетливо и ясно, как совершался процесс её мыслей».
24 мая 1859 году в Женеве Елизавета Григорьевна вышла замуж за князя Михаила Сергеевича Волконского, сына декабриста; в том же году переехала с ним в Россию. В своём петербургском доме княгиня организовала салон, бывший одним из центров культурной жизни столицы. Салон посещали Ф. И. Тютчев, Я. П. Полонский, А. К. Толстой, А. Н. Майков, И. С. Тургенев.
Несмотря на насыщенную семейную жизнь (у четы Волконских было 6 детей), она много времени уделяла богословским и церковно-историческим исследованиям, уже в зрелом возрасте выучила латынь и греческий для возможности читать Отцов Церкви в подлинниках. Многолетние исследования привели её к выводу об истинности папского примата и католической трактовки истории христианства I тысячелетия, а также, согласно её исследованиям, позволили обнаружить в русских переводах святоотеческих текстов многочисленные искажения и тенденциозные вставки.
В 1887 году она выпустила в Берлине книгу «О Церкви», в которой приводился детальный разбор всех искажений святоотеческих текстов в русских переводах и защищалась католическая точка зрения. Книга вызвала большое смятение в официальных кругах русского православия. В воспоминаниях сына княгини, театрального режиссёра и литератора С. М. Волконского, говорится:
Но ещё показательнее, нежели негодование, был тот переполох, который овладел умами. Они очутились перед новым, совершенно им незнакомым противником. Они, взросшие в неискренности официального вероисповедного доказательства, в полемических приёмах чиновно-богословской литературы, оказались лицом к лицу с искренностью, убеждённостью и логикой такой, что не поддавалась подкопу. Естественен переполох. Протоиерей Лебедев сказал: «Эту книгу писали пятнадцать иезуитов, а княгиня Волконская дала только своё имя».
 Обер-прокурор К. П. Победоносцев назвал княгиню Волконскую «самой опасной женщиной в России». Книга «О Церкви» была официально запрещена к ввозу в Россию. Официальными оппонентами были назначены профессор Казанской академии Н. Я. Беляев, настоятель Казанского собора протоиерей А. А. Лебедев и профессор А. Л. Катанский. Совместными усилиями они выпустили ряд работ, посвящённых критическому рассмотрению книги, в котором помимо чисто богословских вопросов скатывались на аргументы Ad hominem, в частности обвиняя Волконскую в «отсутствии патриотизма, неблагонадежности и польских симпатиях».

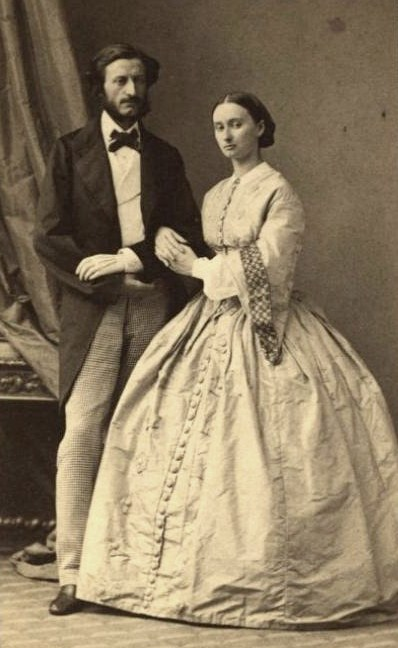
М. С. Волконский и Е. Г. Волконская

Разбор их опровержений был включён во вторую книгу княгини Волконской, изданную уже после её смерти — «Церковное предание и русская богословская литература: Критическое сопоставление» (1898 год). Эта книга была издана стараниями её сына, С. М. Волконского. Ответа на эту книгу со стороны православных богословов не последовало.
Необычным обстоятельством в появлении двух богословских работ княгини Волконской было ещё и то, что их написала женщина. Фактически Волконская стала первой женщиной в истории России, серьёзно занимавшейся богословско-историческими вопросами. Помимо двух богословских трудов княгине Волконской принадлежит также труд «Род князей Волконских», посвящённый истории рода и изданный в Санкт-Петербурге в 1900 году также уже после её смерти.
В 1887 году княгиня Волконская официально перешла в Католическую церковь, вокруг неё в Санкт-Петербурге образовался небольшой католический кружок. Хотя переход русских в католицизм до 1905 года был в Российской империи законодательно запрещён, а нарушители наказывались высылкой из страны и лишением имущественных прав, власти не трогали княгиню Волконскую. Вероятно, это было связано с её высоким общественным положением и даже личным покровительством императора Александра III, который заявил: «А для меня она все-таки останется православной».
Помимо семьи и занятий богословием Елизавета Волконская большую часть своего времени уделяла благотворительности. По её инициативе в 1868 году было создано Петербургское благотворительное общество, которое насчитывало до 100 человек из числа титулованной аристократии, крупного купечества, деятелей литературы, науки и искусства. Своей целью общество провозглашало «выявление недостаточных лиц и доставление им пособия, приискание вещественных средств к улучшению их участи». Волконская бессменно занимала пост председателя общества до самой смерти. Помимо этого она также стала учредительницей «Общества попечения о выздоравливающих и слабосильных». В своей общественной деятельности пыталась пробудить в России, прежде всего в правительственных и торгово-промышленных кругах, интерес к календарной реформе, которая привела бы к замене в России юлианского календаря григорианским.
Своим ближайшим единомышленником в России считала философа В. С. Соловьёва, с которым её связывала многолетняя дружба. Первый том книги Соловьёва «История и будущность теократии» был издан при финансовой и моральной поддержке княгини Волконской. После смерти княгини Соловьёв написал обширный некролог, в котором, в частности, писал:
Скончалась русская женщина редкой силы ума и сердечной прямоты, вечно пламенеющая духом в искании высшей правды.
Считала себя горячей сторонницей свободы совести, пыталась пропагандировать в высших кругах Петербурга идею о необходимости и неизбежности её установления в России. Хотя она не дожила восемь лет до «манифеста об укреплении начал веротерпимости» 1905 года, который отменил уголовное преследование за выход из православия, её деятельность в этой области дала основания С. М. Волконскому сказать: «Верю тому, что имя княгини Е. Г. Волконской лежит невидимо под этим государственным актом. Сама она всегда мечтала о таком манифесте»

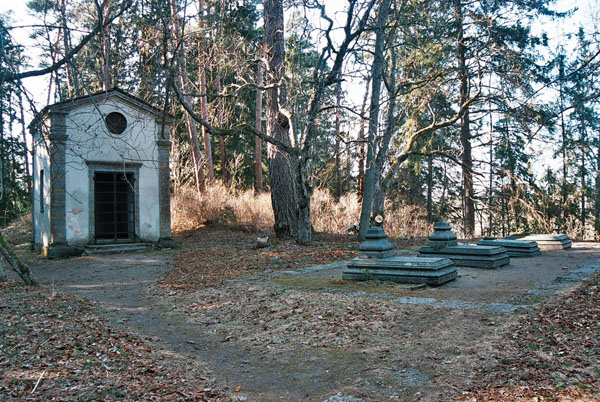
Семейное кладбище Бенкендорфов-Волконских в Кейла-Йоа, где похоронена Е. Г. Волконская

Е. Г. Волконская умерла 15 февраля 1897 года от пневмонии. Отпевание провёл настоятель католического храма св. Екатерины Александрийской в Санкт-Петербурге доминиканец А. Лагранж. Похоронена на семейном кладбище в родовом имении Фалль (ныне мыза Кейла-Йоа, близ Таллина, Эстония).

## Труды
- «О Церкви: Исторический очерк», Берлин, 1888.
- «Церковное предание и русская богословская литература: Крит. сопоставление», Фрайбург, 1898.
- «Род князей Волконских». СПб., 1900.

## Дети
- Сергей Михайлович (1860—1937), режиссёр, литератор.
- Пётр Михайлович (1861—1948), его сын — князь Михаил, внук — князь Андрей Михайлович, правнук — князь Петр.
- Мария Михайловна (1863—1943), фрейлина, в 1901 году приняла католичество в Швейцарии, автор ряда религиозных сочинений, переводила на русский язык произведения католических авторов; скончалась в Риме.
- Григорий Михайлович (1864—02.02.1912[11]), умер от туберкулеза легких, похоронен на Ментонском городском кладбище.
- Александр Михайлович (1866—1934), католический священник.
- Владимир Михайлович (1868—1953), вице-председатель Государственной Думы.